# Divizna ozdobná
Divizna ozdobná (Verbascum speciosum) je rostlina z čeledi krtičníkovité. V ČR patří mezi kriticky ohrožené druhy.

## Popis

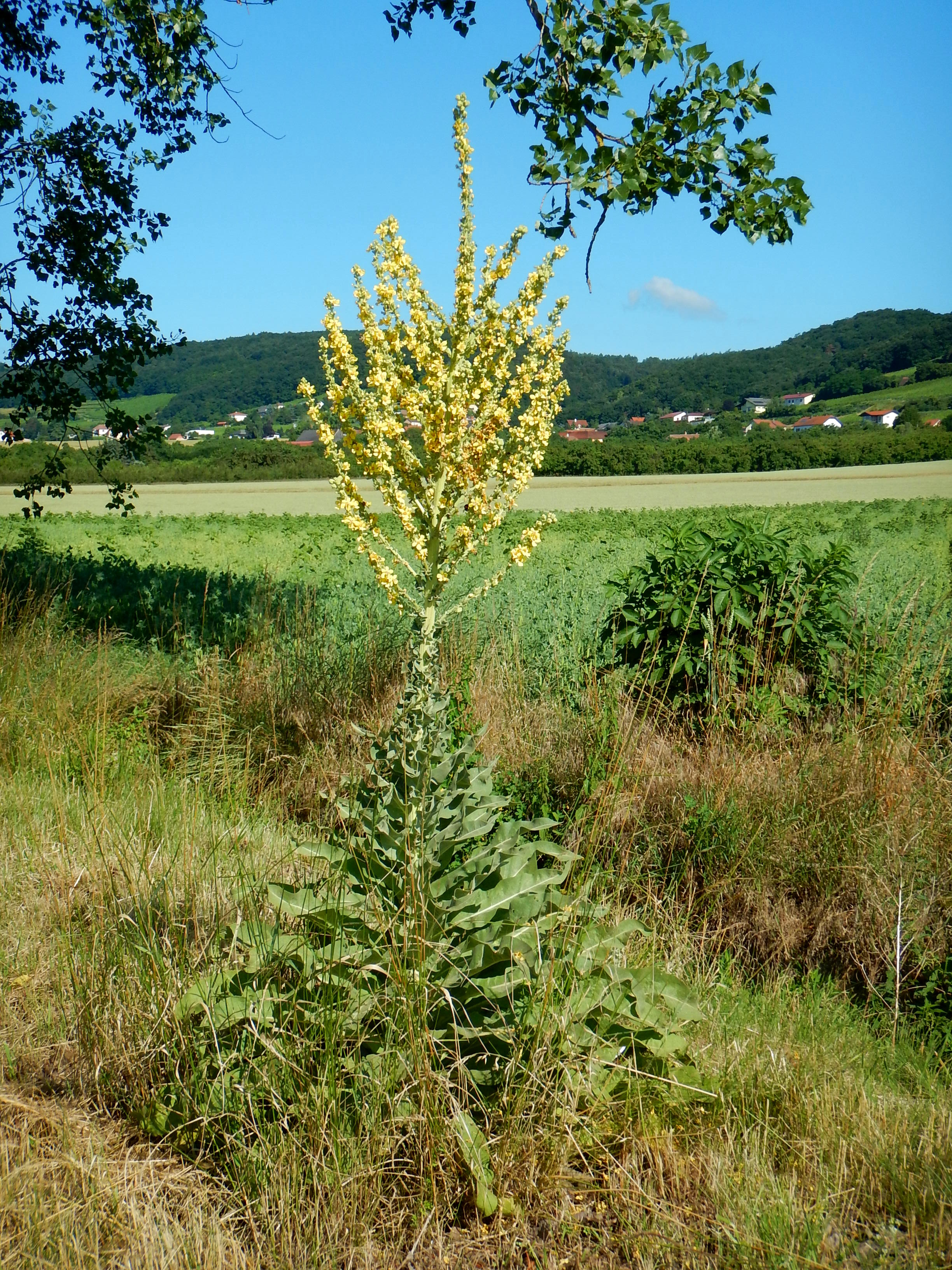
Celkový vzhled rostliny

Divizna ozdobná je obvykle dvouletá bylina, s hustě olistěnou lodyhou dorůstající výšky 1–2 m. Lodyha je souvisle pokrytá žlutavými chlupy. Listy dosahují délky 20–40 cm a šířky 5–8 cm a jsou z obou stran hustě žlutavě plstnaté, na okraji bývají často zvlněné. Květy jsou pětičetné, květěnstvím jsou zkrácené vijany, je latovitě rozvětvené. Koruna je až 3 cm velká. V květu se nachází 5 hustě bělavě chlupatých tyčinek. Kvete od června do srpna. Plodem jsou přibližně 5 mm dlouhé a také hustě plstnaté vejcovité tobolky. Semeník je dvoupouzdrý.

## Výskyt
Divizna ozdobná se vyskytuje na otevřených, osluněných a výhřevných stanovištích, růst může i na suchých trávnících.
Divizna ozdobná je rozšířena na Balkáně, její výskyt se táhne se směrem na severozápad, kde zasahuje až do střední Evropy včetně Rakouska, Moravy a Slovenska. Dále se vyskytuje na severu Turecka, v oblasti Zakavkazí a v severozápadní části Íránu.
V ČR je divizna ozdobná považována za kriticky ohrožený druh, na Slovensku je zařazena v kategorii téměř ohrožených druhů. V obou těchto zemích je chráněna zákonem.

## Poddruhy
Divizna ozdobná má 2 uznávané poddruhy:
- V. s. ssp. megaphlomos – severní Řecko
- V. s. ssp. speciosum (divizna ozdobná pravá) – nominátní poddruh; většina území